# Castellare-di-Mercurio
Castellare-di-Mercurio é uma comuna francesa na região administrativa de Córsega, no departamento da Alta Córsega. Estende-se por uma área de 6,12 km². 